# Elson Becerra
Elson Evelio Becerra Vaca (ur. 26 kwietnia 1978 w Cartagena de Indias, zm. 8 stycznia 2006 tamże) – kolumbijski piłkarz występujący na pozycji napastnika.

## Kariera klubowa
Becerra zawodową karierę rozpoczynał w 1998 roku w zespole Deportes Tolima. Jego barwy reprezentował przez 5 sezonów. W 2003 roku odszedł do Amériki Cali. Spędził w niej część sezonu 2003. W połowie 2003 roku podpisał kontrakt z emirackim klubem Al-Jazira Club. Jego graczem był do dnia śmierci, tj. 8 stycznia 2006 roku, kiedy to został zastrzelony wraz z przyjacielem w swoim rodzinnym mieście Cartagena de Indias.

## Kariera reprezentacyjna
W reprezentacji Kolumbii Becerra zadebiutował w 2000 roku. W 2001 roku został powołany do kadry na Copa América. Na tamtym turnieju, wygranym przez Kolumbię, zagrał w meczach z Wenezuelą (2:0) i Chile (2:0).
W 2003 roku wziął udział w Pucharze Konfederacji. Wystąpił na nim w pojedynkach z Francją (0:1), Nową Zelandią (3:1), Kamerunem (0:1) i Turcją (1:2). Tamten turniej Kolumbia zakończyła na 4. miejscu.
W latach 2000–2003 w drużynie narodowej Becerra rozegrał w sumie 15 spotkań i zdobył 1 bramkę.